# Ensífers
|  | Per a altres significats, vegeu «Ensifera (desambiguació)». |

Els  ensífers  (Ensifera) són un subordre d'ortòpters caracteritzat per les seves llargues antenes, de més de 30 artells, en molts casos més llargues que el cos, característica que els diferencia dels membres de l'altre subordre (Caelifera) que tenen les antenes curtes. Els ensífers inclouen insectes tan coneguts com els grills.
El mascle produeix un so característic fregant les seves ales entre si per atraure les femelles. Molts viuen sobre la vegetació i són de color verd; alguns tenen ales que semblen fulles i els serveixen de camuflatge. Altres, com els grills, són terrestre, viuen en caus i se'ls pot sentir cantar durant les nits d'estiu.

## Taxonomia
- Superfamilia Grylloidea
  - Gryllidae
  - Gryllotalpidae
  - Mogoplistidae
  - Myrmecophilidae
- Superfamilia Hagloidea
  - Prophalangopsidae
- Superfamilia Rhaphidophoroidea
  - Rhaphidophoridae
- Superfamilia Schizodactyloidea
  - Schizodactylidae
- Superfamilia Stenopelmatoidea
  - Anostostomatidae
  - Cooloolidae
  - Gryllacrididae
  - Stenopelmatidae
- Superfamilia Tettigonioidea
  - Tettigoniidae